# Philander frenatus
Philander frenatus är en pungdjursart som först beskrevs av Ignaz von Olfers 1818. Philander frenatus ingår i släktet Philander och familjen pungråttor. IUCN kategoriserar arten globalt som livskraftig. Inga underarter finns listade.

## Utseende
Denna pungråtta når en kroppslängd (huvud och bål) av 26,5 till 32,7 cm, en svanslängd av 25,3 till 32,6 cm och den väger 220 till 910 g. Arten har mörkgrå päls på ovansidan och huvudet är allmänt lite mörkare grå med undantag av en gulaktig fläck över varje öga. En mörk längsgående strimma på ryggen saknas. Svansen är bara på en kort del nära bålen täckt med hår och den nakna delen är först svartgrå och vid spetsen vit. På undersidan förekommer krämfärgad till vit päls med en smal längsgående linje som är ännu ljusare. De stora öronen har en rosa insida. Fötterna är i princip nakna och rödbruna till köttfärgade. Honans pung (marsupium) är väl utvecklad med öppningen framåt. I pungen förekommer 5 till 9 spenar.

## Utbredning
Pungdjuret förekommer i östra Paraguay, södra Brasilien och norra Argentina. Arten vistas där i tropisk regnskog.

## Ekologi
Enligt befolkningen som lever i östra Brasilien är arten nattaktiv. Philander frenatus går främst på marken men den kan klättra i träd till sina bon i trädhålor som kan ligga 10 meter över marken. En annan sorts bo grävs i marken bland trädens eller buskarnas rötter. Arten förflyttar sig sällan mer än 30 meter utan längre rast och ibland vandrar den 300 meter. Reviret är oftast upp till 4 hektar stort och ibland upp till 12 hektar stort. Detta pungdjur äter olika ryggradslösa djur som insekter, spindlar och daggmaskar. Dessutom ingår mindre ryggradsdjur som ödlor, fåglar och gnagare i födan. Pungråttan äter även olika växtdelar som frön, frukter och unga växtskott.
Honor som hölls i fångenskap blev brunstiga efter digivningen till den förra ungen. Efter dräktigheten som varar i cirka 14 dagar föds upp till 8 underutvecklade ungar som sedan lever i pungen. Fortplantningstiden kan sträcka sig över hela året eller den är kopplad till regntiden.